# Uniwersytet Artystyczny im. Magdaleny Abakanowicz w Poznaniu
Uniwersytet Artystyczny im. Magdaleny Abakanowicz w Poznaniu (skr. UAP) – uczelnia artystyczna w Poznaniu powstała w 1919 roku jako Państwowa Szkoła Sztuk Zdobniczych. Jest jednym z dwóch uniwersytetów o profilu artystycznym funkcjonujących w Polsce.
Gmach główny uczelni, mieszczący rektorat, znajduje się w centrum miasta na rogu Al. Karola Marcinkowskiego i ul. 23 Lutego, w budynku przedwojennego Starostwa Krajowego w Poznaniu.

## Historia

### 1919–1938: Szkoła Zdobnicza i Państwowa Szkoła Sztuk Zdobniczych i Przemysłu Artystycznego w Poznaniu
1 listopada 1919 roku po wieloletnich staraniach podnoszonych jeszcze w czasach zaborów otwarto w Poznaniu Państwową Szkołę Sztuk Zdobniczych. W 1921 roku Szkoła Zdobnicza została upaństwowiona i zaczęła funkcjonować pod nazwą Państwowej Szkoły Sztuk Zdobniczych i Przemysłu Artystycznego. W latach 1919–1925 Szkoła realizowała program edukacyjny związany przede wszystkim z rzemiosłem i przemysłem artystycznym oraz malarstwem. W roku akademickim 1927/28 otwarto nowy Wydział Architektury Wnętrz. W roku 1927 w Szkole funkcjonowało sześć wydziałów: Wydział Malarstwa Dekoracyjnego i Wzornictwa (pod kierunkiem Wiktora Gosienieckiego), Wydział Grafiki i Introligatorstwa (Jan Wroniecki), Wydział Ceramiki (Stanisław Jagmin, Rudolf Krzywiec), Wydział Rzeźby w Metalu, Brązownictwa i Jubilerstwa (Jan Wysocki), Wydział Tekstylny (Władysław Roguski) oraz Wydział Architektury Wnętrz. W 1929 roku kadra oraz uczniowie poznańskiej Szkoły Zdobniczej wzięli udział w Powszechnej Wystawie Krajowej, prezentując swoje prace w Dziale Sztuki, a także w innych częściach ekspozycyjnych PWK.

### 1938–1939: Państwowy Instytut Sztuk Plastycznych w Poznaniu
Na podstawie Rozporządzenia Ministra Wyznań Religijnych i Oświecenia Publicznego z 1 czerwca 1937 roku Państwowa Szkoła Sztuk Zdobniczych i Przemysłu Artystycznego została przemianowana na Państwowy Instytut Sztuk Plastycznych. Nauka w instytucie trwała pięć lat i była podzielona na roczne kursy na Wydziale Ogólnym i wydziałach specjalnych – okres zajęć dydaktycznych na każdym wydziale zaczynał się 10 września i kończył 20 czerwca. W tych latach Instytut zatrudniał w sumie 40 pracowników, 23 nauczycieli i instruktorów, 12 nauczycieli przedmiotów uzupełniających i 4 osoby personelu administracyjnego, natomiast uczniowie dzielili się na zwyczajnych i nadzwyczajnych, zależnie od uzyskanego wcześniej wykształcenia. W ramach działań Instytutu otwarto publiczną salę rysunków z kursem rysunku, a głównym zadaniem Instytutu było „przygotowanie artystyczne i techniczne pracowników przemysłu artystycznego i rękodzieła do samodzielnej twórczej pracy w przeróżnych gałęziach tej dziedziny”.

### 1946–1996: Państwowa Wyższa Szkoła Sztuk Plastycznych
Po otrzymaniu przez Jana Wronieckiego po wojnie pozwolenia na powołanie wyższej uczelni artystycznej w Poznaniu Instytut przekształcony został w Państwową Wyższą Szkołę Sztuk Plastycznych z wydziałami Malarstwa i Grafiki oraz Sztuki Wnętrza i Rzeźby. W latach 50. obostrzenia władz sprawiły, że w poznańskiej szkole zlikwidowano malarstwo, grafikę i tkactwo, a głównymi dyscyplinami stały się meblarstwo z architekturą wnętrz. Po odwilży szkoła przeniosła się do budynku Starostwa Krajowego, który do dzisiaj należy do kompleksu Uniwersytetu Artystycznego (główny budynek A). Zaczęły powstawać galerie sztuki ściśle związane z uczelnią, m.in. Akumulatory 2. Galerie były aktywne przez całe lata 80. i 90.
W uczelni przez wiele lat działał Teatr Plastyków pod kierownictwem artystycznym Kazimierza Grochmalskiego, jeden z ważniejszych teatrów studenckich w Polsce.

### Od 1996: Akademia Sztuk Pięknych i Uniwersytet Artystyczny w Poznaniu

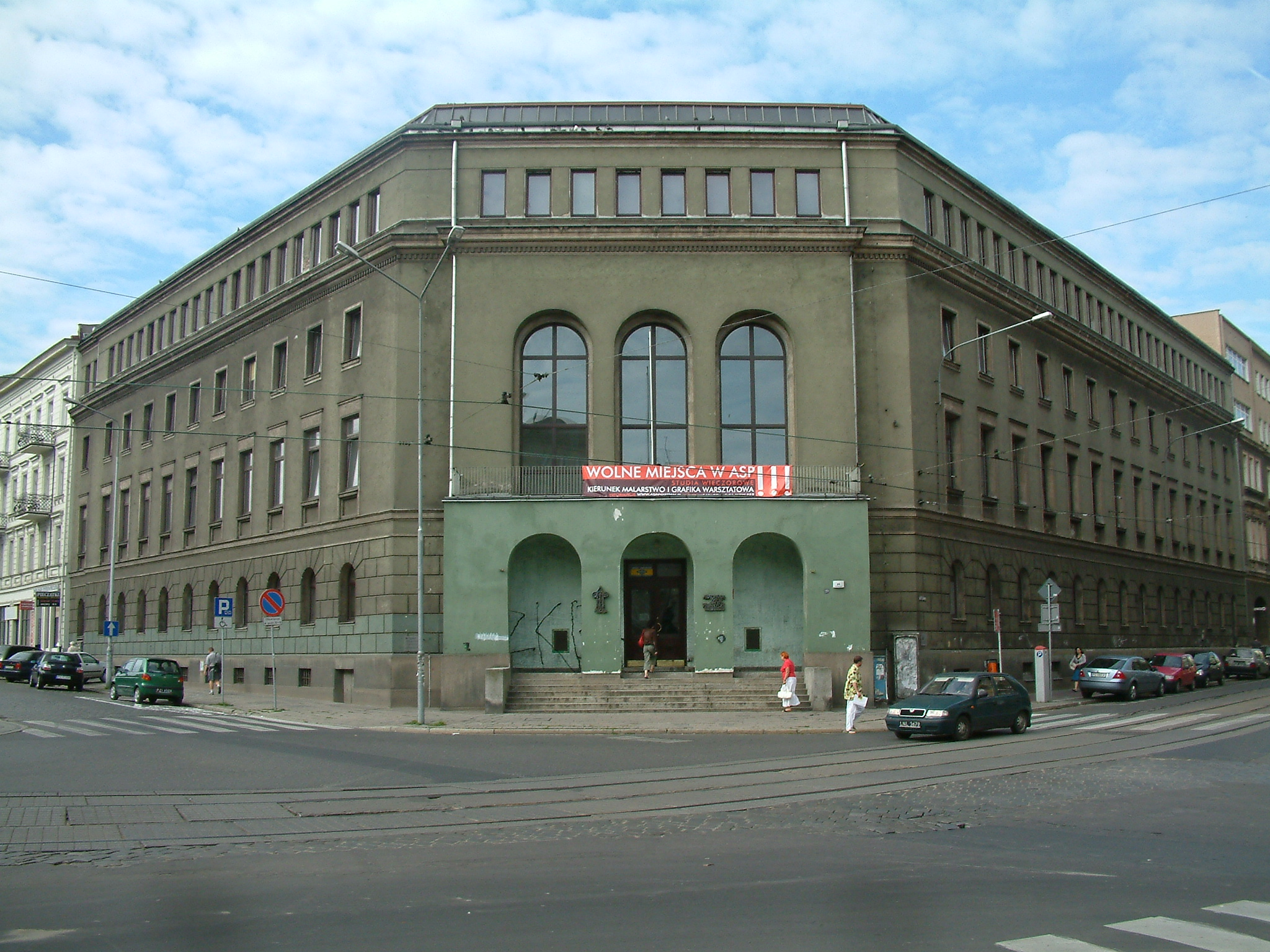
Siedziba ASP, 2007

W 1996 roku Szkoła uzyskała status Akademii Sztuk Pięknych, a w 2010 roku status Uniwersytetu Artystycznego.

W 2013 zakończono modernizację gmachu głównego, zmieniając barwę elewacji na piaskowy (z funkcjonującego wiele lat zielonego). Przywrócono (na podstawie starych zdjęć) detale, m.in. dwa orły nad wejściem i stojące na filarach alegorie przemysłu i rolnictwa: Cybelię i Cererę. Obiekt został zwycięzcą konkursu Fasada Roku 2012 w kategorii Budynek po renowacji.

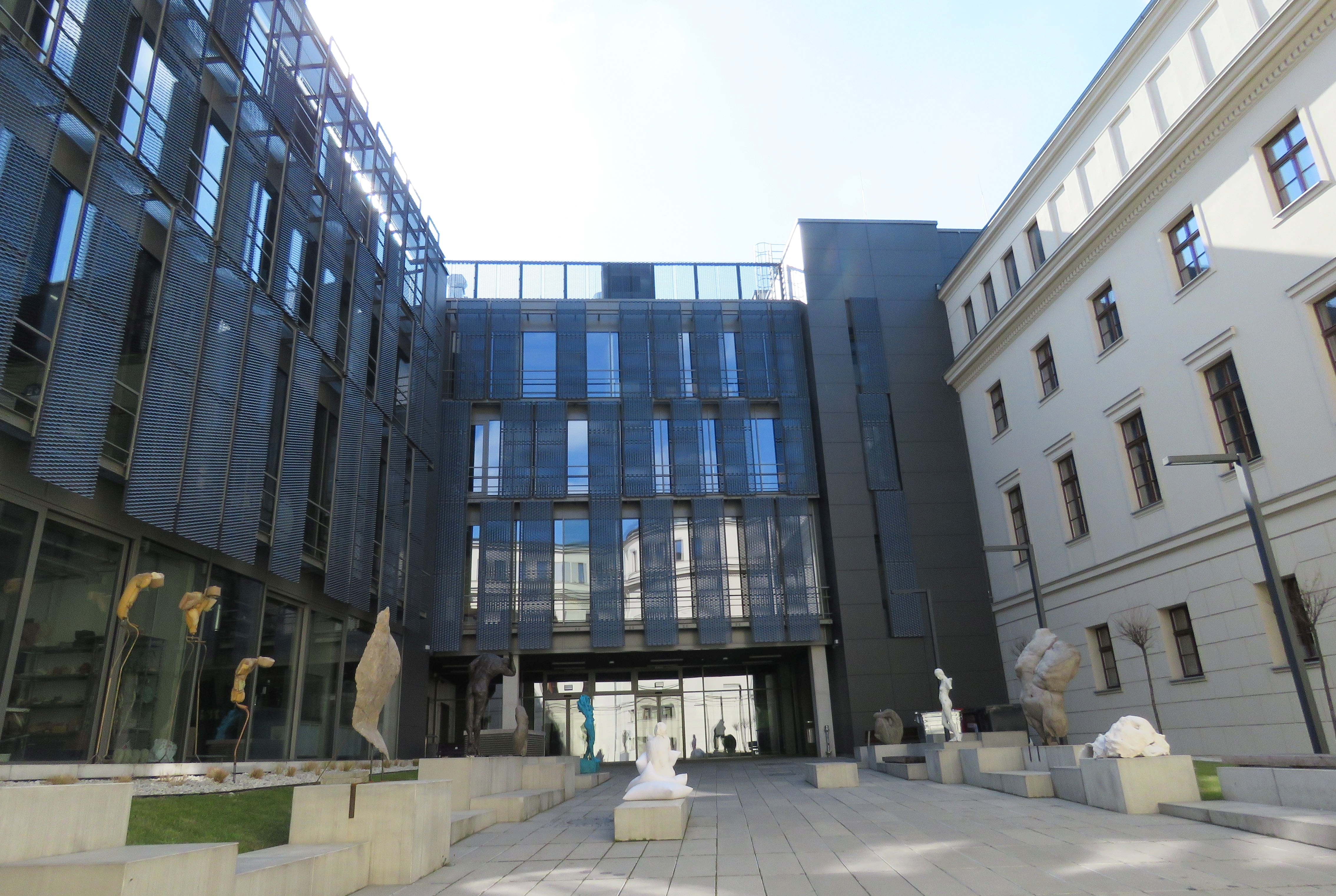
Dziedziniec między budynkami A i B

W 2016 otwarto nowy budynek dydaktyczny (B) mieszczący pracownie, studia telewizyjne i filmowe, pracownie tworzyw sztucznych wraz z lakiernią (pierwsze w Polsce akademickie pomieszczenia, gdzie studenci mogą pracować z żywicami), nowocześnie wyposażoną i dostępną dla studentów drukarnię oraz przestrzeń wystawienniczą w Atrium. Atrium jest także miejscem, gdzie odbywają się najważniejsze uroczystości uniwersyteckie, wykłady, koncerty czy spektakle. Wyposażono je w nowoczesny system oświetleniowy i nagłaśniający, m.in. w tzw. prysznice akustyczne kierujące dźwięk punktowo, do osób stojących pod nimi.
Uczelnia posiada w sumie 8 budynków dydaktycznych zlokalizowanych w ścisłym centrum miasta. Do uniwersytetu należy dom plenerowy w Skokach oraz do użytku planowana jest nowa prototypownia, mieszcząca się w przebudowanym budynku dawnej Starej Papierni przy ul. Szyperskiej, stanowiąca uczelniane centrum cyfrowe dla pracowników i studentów.
Od 1 stycznia 2021 roku uniwersytet nosi nazwę Uniwersytetu Artystycznego im. Magdaleny Abakanowicz w Poznaniu.

## Działalność kulturalna
W ramach działalności uczelni od 1980 przyznawana jest nagroda w Konkursie im. Marii Dokowicz – corocznym przeglądzie najlepszych prac dyplomowych w dziedzinach artystycznych i projektowych. Konkurs realizuje ideę testamentu Marii Dokowicz, absolwentki z 1932 roku, która przekazała 10 tysięcy dolarów na utworzenie funduszu stypendialnego dla uzdolnionych dyplomantek i dyplomantów.
Od października 2016 przy Uniwersytecie Artystycznym w Poznaniu działają Miejskie Galerie UAP, utworzone we współpracy z Miastem Poznań. Są to: Galeria Duża Scena, Galeria Design UAP, Galeria Curators’Lab, Galeria Nowa Scena i Galeria Szewska 16. W galeriach tych organizowane są wystawy osób studenckich, absolwentek i absolwentów oraz kadry uczelni.

## Władze
W kadencji 2024–2028:
- rektor: prof. dr hab. Maciej Kurak
- prorektor: prof. dr hab. Piotr Szwiec

## Wydziały
W ramach uczelni działają następujące wydziały:
- Wydział Animacji i Intermediów
- Wydział Architektury i Wzornictwa
- Wydział Architektury Wnętrz i Scenografii
- Wydział Edukacji Artystycznej i Kuratorstwa
- Wydział Fotografii
- Wydział Grafiki Artystycznej
- Wydział Grafiki Projektowej
- Wydział Malarstwa i Rysunku
- Wydział Obrazu i Działań Interdyscyplinarnych
- Wydział Rzeźby

## Dyrektorzy i rektorzy
Państwowa Szkoła Sztuki Zdobniczej:
- 1919–1920 Wiktor Gosieniecki – tymczasowy dyrektor Szkoły Sztuk Zdobniczych
- 1920–1925 Fryderyk Pautsch – pierwszy dyrektor Państwowej Szkoły Sztuki Zdobniczej
- 1925 – Jan Wysocki – tymczasowy dyrektor Państwowej Szkoły Sztuki Zdobniczej
- 1925–1938 Karol Zyndram Maszkowski – dyrektor Państwowej Szkoły Sztuki Zdobniczej i Przemysłu Artystycznego

Dyrektorzy Państwowego Instytutu Sztuk Plastycznych w Poznaniu:
- 1938–1939 Lucjan Kintopf
- 1944–1945 Jan Jerzy Wroniecki
- 1945–1947 Wacław Taranczewski
- 1947–1950 Stanisław Teisseyre – dyrektor, od 1949 rektor Państwowej Wyższej Szkoły Sztuk Plastycznych w Poznaniu

Rektorzy Państwowej Wyższej Szkoły Sztuk Plastycznych w Poznaniu:
- 1950–1965 Hipolit Polański
- 1965–1978 Stanisław Teisseyre
- 1978–1981 Antoni Zydroń
- 1981–1987 Jarosław Kozłowski
- 1987–1990 Witold Gyurkovich
- 1990–1996 Wojciech Müller

Rektorzy Akademii Sztuk Pięknych w Poznaniu:
- 1996–2002 Włodzimierz Dreszer
- 2002–2008 Wojciech Müller
- 2008–2012 Marcin Berdyszak – rektor Akademii Sztuk Pięknych w Poznaniu, od 2010 rektor Uniwersytetu Artystycznego w Poznaniu

Rektorzy Uniwersytetu Artystycznego w Poznaniu:
- 2012–2016 Marcin Berdyszak
- 2016–2024 Wojciech Hora
- od 2024 – Maciej Kurak

## Doktorzy honoris causa

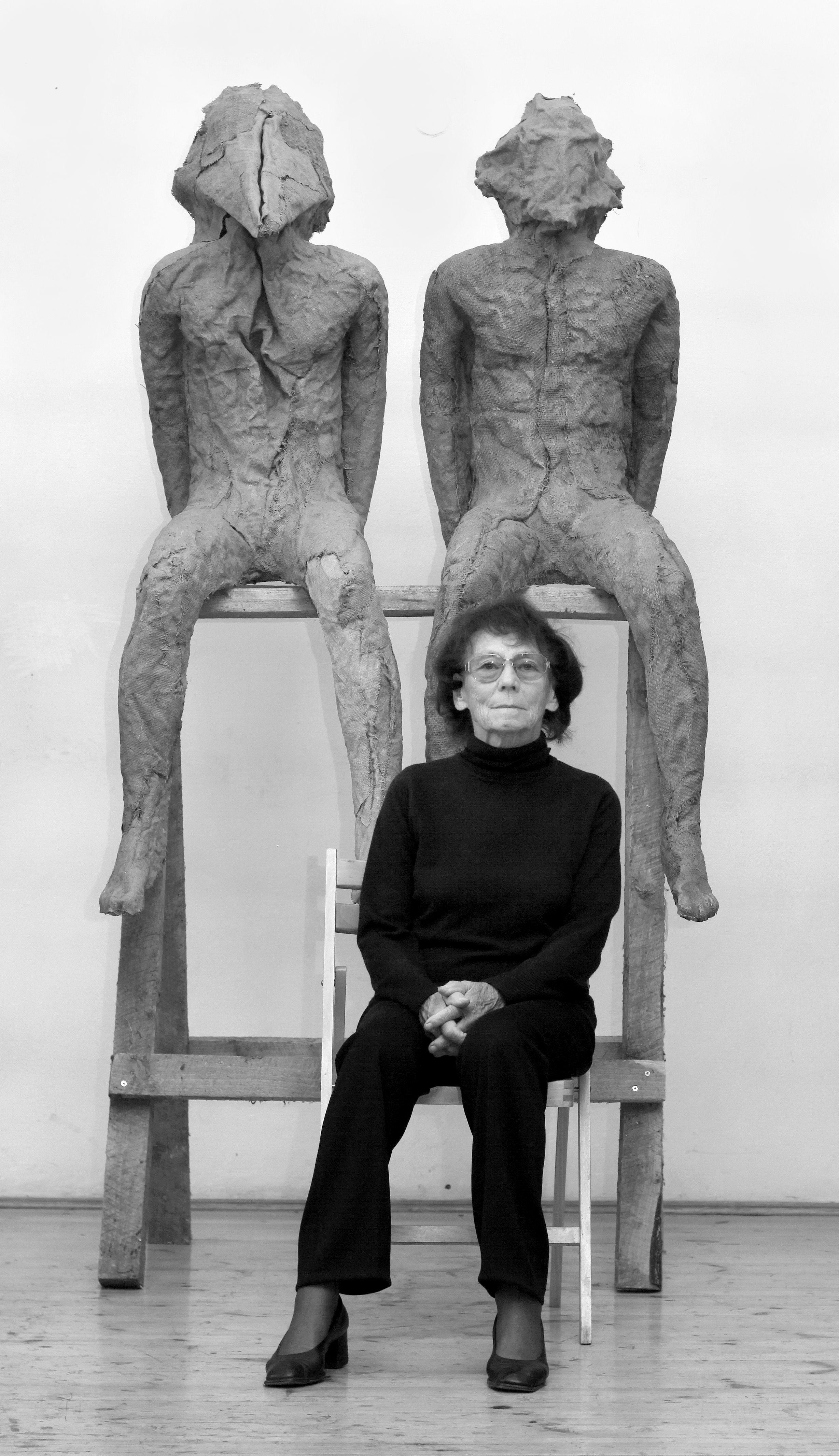
Magdalena Abakanowicz

Doktorami honoris causa Uniwersytetu Artystycznego w Poznaniu są:
- Magdalena Abakanowicz (2002)
- Gary Hill (2004)
- Emmett Williams (2005)
- Krzysztof Wodiczko (2007)
- Christian Boltanski (2009)
- Ross Lovegrove (2010)
- Josef Jankovič (2011)
- Zygmunt Bauman (2012)
- Luc Tuymans (2014)
- Lechosław Dworak(inne języki) (2015)
- Józef Robakowski (2019)